# Camino real del Puente Nuevo

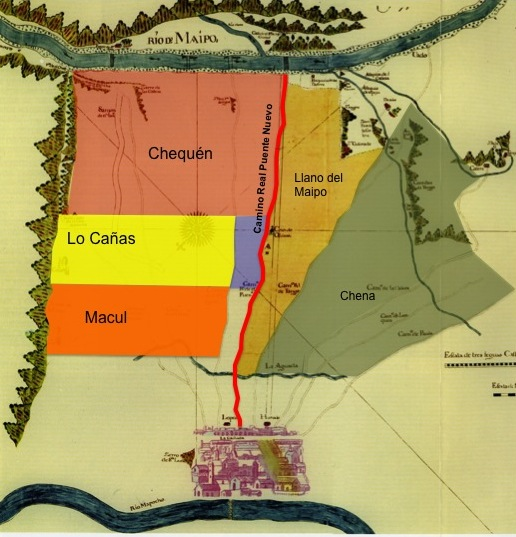
Se observa en trazado rojo el camino real del Puente Nuevo del Maipo. Este camino corresponde actualmente a la actual Avenida Santa Rosa. En color violeta se muestra un terreno de la familia Jaraquema denominado tierras de los Xaras e inmediatamente al norte de él las tierras de la hacienda del Convento de San Francisco denominada Monte Albernas (sin color).

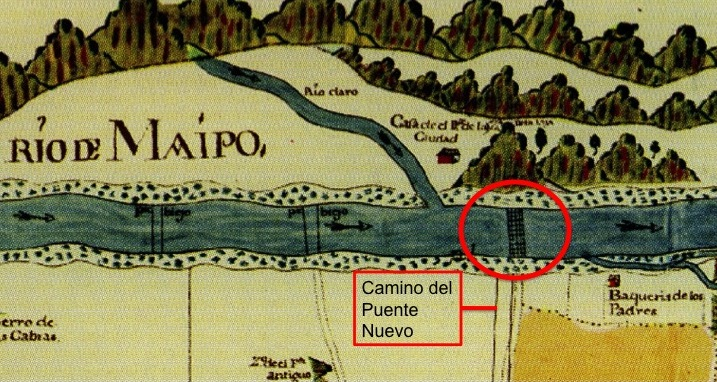
Se observa en círculo rojo el Puente Nuevo del Maipo. Se destaca además el camino del Puente Nuevo que corresponde a la actual avenida Santa Rosa

Se conoce como camino real del Puente Nuevo del río Maipo al camino colonial que se dirigía de la ciudad de Santiago de Chile al sur. Este camino no debe confundirse con el Camino real del Puente Antiguo (correspondiente aproximadamente a la actual avenida Vicuña Mackenna) o con el camino real del Sur o camino de la Frontera (actual calle San Diego y su continuación al sur llamada Gran Avenida José Miguel Carrera). Su trazado corresponde aproximadamente a la actual avenida Santa Rosa. En algunos documentos de compraventa de tierras del barrio de San Isidro en la segunda mitad del siglo XVII se menciona a un tal "camino del Río Maipo", probablemente correspondiente a esta misma vía. Es probable que este camino empalmara con el camino de la Frontera antes de llegar al río Maipo.

## Historia
Este camino tomó su nombre de un puente de cal y canto (piedra) construido a mediados del siglo XVII sobre el río Maipo durante el mandato del Gobernador Martín de Mújica y Buitrón (no debe confundirse con el Puente de Calicanto del río Mapocho). Se le llamó "Puente Nuevo" para diferenciarlo del llamado "Puente Antiguo o de Pirque", construido de madera y localizado más al oriente, en la actual comuna de Puente Alto. Este camino del Puente Nuevo salía de Santiago desde el inicio de la actual avenida Santa Rosa, se dirigía de norte a sur y finalmente terminaba cruzando mediante el mencionado puente el río Maipo. Además, este camino servía como límite poniente de las extensas tierras llamadas Hacienda del Chequén o Hacienda del Peral de los padres Jesuitas (al oriente del camino) y las llamadas tierras de Lepe o Llano del Maipo (por el poniente del camino).